# Tilapia brevimanus
Tilapia brevimanus är en fiskart som beskrevs av Boulenger, 1911. Tilapia brevimanus ingår i släktet Tilapia och familjen Cichlidae. IUCN kategoriserar arten globalt som livskraftig. Inga underarter finns listade i Catalogue of Life.